# طومارآویز
طومارآویز (به انگلیسی: Hanging scroll) یکی از بسیاری روش‌های سنتی برای نمایش و ارائه خوش‌نویسی و نقاشی آسیای شرقی است. طومارآویز در یک اتاق برای قدردانی به نمایش گذاشته می‌شود، این را باید از طوماردست که باریک‌تر است و به‌گونه‌ای طراحی شده که به‌صورت صاف روی میز و در چند قسمت دیده و مجدداً برای نگهداری باید پیچیده شود متمایز نمود.
طومارآویزها به‌طور کلی برای مدت کوتاهی نمایش داده می‌شوند، سپس جمع و بسته و برای ذخیره‌سازی محکم می‌شوند. طومارآویزها متناسب با فصل یا مناسبت‌ها تعویض می‌شوند و چنین آثاری هرگز قصد نمایش دائمی ندارند. سطح نقاشی کاغذ یا ابریشم را می‌توان با حاشیه‌های ابریشم زربفت تزئین نمود. در ترکیب یک طومارآویز، پیش‌نما معمولاً در پایین طومار قرار دارد در حالی که فاصله‌های میانی و دور به ترتیب در وسط و بالا قرار دارند.
پیشه‌وری سنتی که در ایجاد طومارآویز نقش دارد به خودی خود هنری محسوب می‌شود. تابلوهای نصب شده برای نقاشی‌های چینی را می‌توان به چند نوع تقسیم کرد، مانند طوماردست، طومارآویز، برگ‌های آلبوم و پردینه نمایش. در طومارآویز، نقاشی اصلی بر روی کاغذ سوار شده است و قسمت بالای آن با یک میله که یک ریسمان به دو سمت آن متصل است و در پایین نیز یک غلتک متصل است ارائه می‌شود.

## تاریخچه
طومارها در نخستین شکل خود از ادبیات و متون دیگری که روی نوارهای بامبو و تابلوهای ابریشمی در سراسر چین باستان نوشته شده‌اند نشات گرفته‌اند. اولین طومارآویزها مربوط به گسترش تابلوهای ابریشمی در اوایل تاریخ چین است. این تابلوها بلند بوده و به‌صورت عمودی از دیوارها آویزان می‌شدند. چنین تابلوهای ابریشمی و نقاشی‌های طومارآویزی در ماوانگدویی یافت می‌شود که مربوط به سلسله هان (۲۰۶ قبل از میلاد تا ۲۲۰ میلاد) است. در زمان سلسله تانگ (۹۰۷–۶۱۸)، اهداف زیبایی‌شناختی و اشیاء ساختاری برای طومارآویز خلاصه می‌شد که تا امروز نیز دنبال می‌شوند. در خلال سلسله اولیه سونگ (۱۲۷۹–۹۶۰)، طومارها کاملاً متناسب با سبک‌های هنری هنرمندان بودند، در نتیجه طومارآویزها در اندازه‌ها و نسبت‌های مختلف ساخته شدند.
در ابتدا از چین به‌عنوان وسیله‌ای برای گسترش آیین بودا وارد ژاپن می‌شود، اما در فرهنگ و هنر ژاپنی جایگاهی پیدا کرده و نقش مهمی در تزئینات داخلی دارد.

## توضیحات

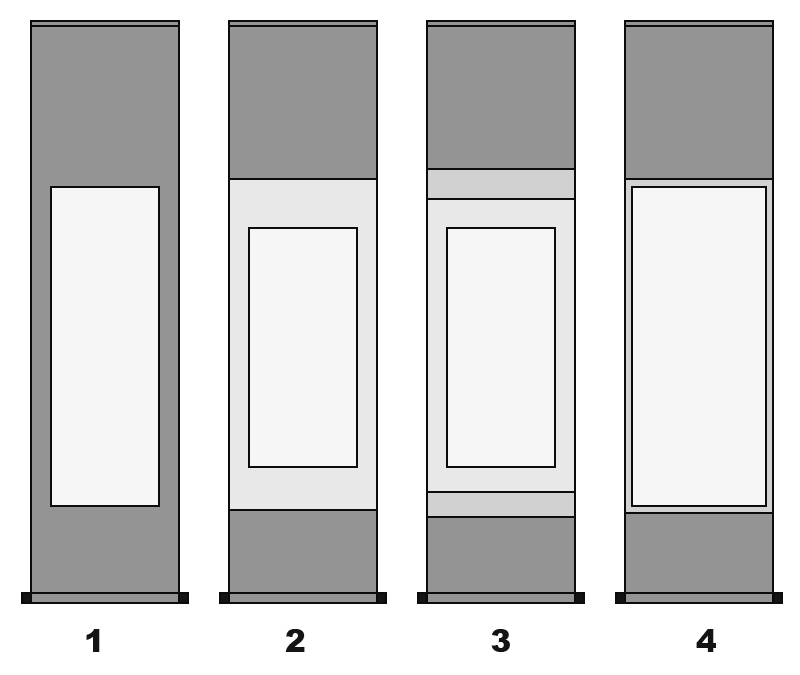
نمای سبک‌های نصب: ییسِبیاو (۱)، اِرسِبیاو (۲)، سانسِبیاو (۳)، زوانهِژوانگ (۴)

طومارآویز یک قالب عمودی را برای یک هنرمند فراهم می‌کند تا هنر خود را بر روی دیوار نشان دهد. این یکی از متداول‌ترین طومارها برای نقاشی و خوشنویسی چینی است. طومارآویزهای افقی نیز به‌طور مکرر و به شکل معمول استفاده می‌شوند. طومارآویز از آن جهت که آویخته می‌شود با طوماردست متفاوت است.
طوماردست یک طومار باریک و بلند برای نمایش مجموعه‌ای از صحنه‌ها در نقاشی چینی است. این طومار در نظر گرفته شده تا در حین بازکردن روی سطح میز، بخش به بخش مشاهده شود، که در نقطه مقابل یک طومارآویز است که هنگام مشاهده کار هنری از طریق هدایت چشم، به‌طور یکجا قدردانی می‌شود.

## سبک‌های نصب
- چندین سبک نصب برای طومارآویز وجود دارد مانند:
- ییسِبیاو Yisebiao (一色 裱، نصب یک رنگ)[۱]
- اِرسِبیاو Ersebiao (二 色 裱، نصب دو رنگ)[۱]
- سانسِبیاو Sansebiao (三 色 裱، نصب سه رنگ)[۱]
- زوانهِژوانگ Xuanhezhuang (宣 和 裝، سبک Xuanhe),[۱][۱۱] همچنین به‌عنوان سونگشیباو Songshibiao (宋 式 裱، نصب سلسله سونگ) شناخته می‌شود.[۱۱]

| (۱)(۲)(۳)سبک‌های نصب از جمله، ییسِبیاو (۱)، اِرسِبیاو (۲) و سانسِبیاو (۳) |
| -------------------------------------------------------------------- |

## تنظیمات و قالب‌ها
علاوه بر سبک‌های قبلی برای نصب طومارآویز، چند روش اضافی دیگر برای قالب‌بندی طومارآویز وجود دارد.
- نقاشی سالن (中堂 畫)

نقاشی‌های سالن به‌عنوان محور اصلی سالن در نظر گرفته می‌شوند. آنها معمولاً یک طومارآویز بزرگ هستند که به‌عنوان یک نقطه کانونی در داخل عمل می‌کنند و اغلب موضوع پیچیده‌ای دارند.
- چهار طومارآویز (四條屏)

این طومارآویزها از نقاشی‌های روی پردینه تولید شده‌اند. از چندین طومارآویز باریک و بلند است و معمولاً در کنار یکدیگر به دیوار آویخته می‌شوند، اما همچنین می‌تواند به تنهایی آویخته شوند. موارد دارای مفاهیم مرتبطی هستند، مانند گل‌های چهارفصل، چهار مرد شریف (Four Gentlemen) (ارکیده، بامبو، گل داوودی، شکوفه آلو)، چهار زیبا (Four Beauties) (خانم‌هایی که به زیبایی خود مشهور هستند).
- پرده سراسرنما (通景屏)

پرده سراسرنما شامل چندین طومارآویز است که دارای تصاویر پیوسته است، که در آن موضوع در یک طومار دیگر ادامه می‌یابد. این طومارآویزها مناطق وسیعی از دیوار را می‌پوشانند و معمولاً در این بین مرزی ندارند.
- دوبیتی (對聯)

یک دوبیتی، دو طومارآویز است که کنار هم قرار گرفته‌اند یا یک طومار را در وسط مشایعت می‌کنند. اینها با خطاطی شاعرانه به صورت عمودی نوشته می‌شوند. این سبک در زمان سلسله مینگ (۱۶۴۴–۱۳۶۸) به محبوبیت رسید.
- نقاشی نوار نازک (條幅 畫)

نقاشی‌های نواری باریک برای اتاق‌ها و فضاهای کوچک‌تر در نظر گرفته شده است.

## ویژگی‌ها و مواد
فن‌های نصب و حفاظت چینی یک پیشه‌وری سنتی محسوب می‌شود و اعتقاد بر این است که حدود ۲۰۰۰ سال پیش توسعه یافته است. این پیشه خود هنری محسوب می‌شود. در اطمینان از کیفیت و تنوع ابریشم و کاغذ برای محافظت و جا انداختن صحیح آثار هنری روی جایگاه، دقت لازم صورت می‌گیرد. این هنر بر روی خاتم چهارگوش ثابت می‌شود که از کاغذ یا ابریشم ساخته شده است و بنابراین حاشیه ایجاد می‌کند.
به آثار هنری در وسط طومار، هوآکسین گفته می‌شود (畫 心، به معنی «قلب نقاشی»). گاهی بخش بالاتر آثار هنری به نام شیتانگ (詩 塘، به معنی «استخر شاعرانه») وجود دارد که معمولاً مختص کتیبه‌های روی اثر هنری است، از یک بیت کوتاه گرفته تا اشعار و سایر کتیبه‌ها. این کتیبه‌ها اغلب توسط افراد دیگری غیر از هنرمند انجام می‌شود. اگرچه کتیبه‌ها را می‌توان بر روی خود آثار هنری نیز قرار داد. قسمت بالای طومار تیانتو (天 頭، نماد «بهشت») و قسمت پایین آن دیاتو (地頭، نماد «زمین») نامیده می‌شود.
در بالای طومار یک میله چوبی نازک وجود دارد که، تیانگان (天 杆) نامیده می‌شود، که بر روی آن ریسمانی برای آویختن طومار متصل شده است. گاهی دو نوار تزئینی به نام جینگیان (惊 燕، به معنی «پرستوهای تَرسان») در بالای طومار متصل می‌شوند. در پایین طومار یک میله استوانه‌ای چوبی به نام دیگان (地杆) وجود دارد که در ایجاد وزن لازم برای آویختن صحیح به دیوار کمک می‌کند، همچنین در هنگام عدم استفاده از آثار هنری در نمایش، برای پیچیدن طومار و نگهداری کاربرد دارد. دو دستگیره در دو انتهای میله چوبی تحتانی ژوتو (軸 頭) نامیده می‌شوند و به سهولت پیچیدن طومار کمک می‌کنند. این مواد را می‌توان با مواد مختلفی مانند یشم، عاج یا شاخ تزئین کرد.

## روش و فرایندها
جایگاه‌های طومار سنتی قبل از ایجاد حاشیه‌های طومار، از مراحل طولانی خمیرکاری پشت ابریشم‌ها با کاغذ ایجاد می‌شوند. پس از آن، قبل از اینکه غلتک و اتصالات متصل شوند کل طومار پشت‌دار می‌شود. کل فرایند بسته به اینکه طومار چه مدت بر روی دیوار برای خشک و کشیده شدن بماند و بعد پرداخت نهایی با موم چینی (Chinese wax) انجام گیرد و میله و غلتک نصب شوند، دو هفته تا نه ماه طول می‌کشد. این فرایند به‌دلیل استفاده از خمیر مرطوب در فرایند، به‌طور کلی «نصب مرطوب» نامیده می‌شود.
در اواخر قرن ۲۰ روش جدیدی به نام «نصب خشک» ایجاد شد که شامل استفاده از ورق‌های سیلیکونی فعال شده با حرارت به جای خمیر است که باعث کاهش زمان از چند هفته به چند ساعت می‌شود. این روش جدید معمولاً برای کارهای هنری تولید انبوه به جای استفاده از هنر اصیل یا حفاظت از آن استفاده می‌شود زیرا نصب در این روش به اندازه نصب مرطوب که کتیبه‌های آن می‌تواند بیش از یک قرن دوام داشته باشد قبل از اینکه دوباره نیاز به ترمیم پیدا کند، مقاوم است.